# Catharsius birmanensis
Catharsius birmanensis är en skalbaggsart som beskrevs av Lansberge 1874. Catharsius birmanensis ingår i släktet Catharsius och familjen bladhorningar. Inga underarter finns listade.